# Língua crioula inglesa caribenha de Barlavento
A língua crioula inglesa caribenha de Barlavento, também designada pelo nome de cada uma das  ilhas em que é falada (língua crioula de Antiga, língua crioula de São Cristóvão etc.), é uma língua crioula baseada no inglês e falada nas Ilhas de Barlavento (parte das Pequenas Antilhas), ou seja, Anguila, Antiga e Barbuda, Dominica, Monserrate, São Cristóvão e Neves e em São Martinho, tanto na sua parte francesa como na neerlandesa). O número de falantes é estimado em 150 mil pessoas.

## Características
Há diferenças sutis no uso da língua por parte de diferentes falantes nativos, e ilhéus, muitas vezes é usado em combinação com o inglês padrão. A tendência em alternar do crioulo ao inglês padrão, muitas vezes parece correlacionar-se com o status de classe do falante nativo. As pessoas de maior status social tendem a alternar entre inglês padrão e crioulo mais facilmente, devido à sua mais extensa educação formal no sistema de ensino de língua inglesa. O uso do crioulo é mais comum, e é menos semelhante ao inglês padrão, em falantes nativos das classes mais baixas.
Nos anos que antecederam a independência de Antiga e Barbuda (em 1981), o inglês padrão era falado. No entanto, após a independência, os antiganos começaram a ter, em uma certa medida, orgulho da sua língua.
Muitas palavras crioulas são derivadas a partir do inglês ou de línguas de origens africanas. O crioulo foi formado quando os escravos de propriedade de fazendeiros ingleses tentaram falar o inglês de seus escravizadores, mas pronunciando com suas próprias flexões. Isso pode ser facilmente visto em frases como ""Me nah go", que significa "I am not going", ou em "Ent it?", presumivelmente um cognato de "Ain't it?".

## Falantes
Esta língua crioula é falada por cerca de 67 mil pessoas em Antiga e Barbuda; 39 mil em São Cristóvão e Neves; 26 mil em São Martinho; 11 500 em Anguila; 7 570 em Monserrate e também por 200 pessoas na Dominica.

## Uso
O crioulo é usado em quase todos os aspectos da vida em Antiga. Em todas as escolas, durante o horário de aula, mas é necessário os estudantes falar o inglês padrão. Esta política é exercida especialmente nas escolas de propriedade privada. A maioria dos meios de comunicação e comunicação impressa usam o inglês padrão, apesar do crioulo ser usado às vezes com humor ou como uma maneira de se identificar com o público local.
O uso do crioulo varia dependendo da classe sócio-econômica. Em geral, as classes alta e média usam o crioulo entre amigos e família, mas mudam para o inglês padrão na esfera pública. A classe mais baixa tendem a usar o crioulo em quase todos os setores da vida.

## Variedades
- Língua crioula anguilana
- Língua crioula de Monserrate
- Língua crioula de São Cristóvão e Neves